# Manifestation de Koum-Kapou
La manifestation de Koum-Kapou est une démonstration organisée par le parti Hentchak le 27 juillet 1890 dans le quartier stambouliote de Koum-Kapou pour faire entendre les revendications arméniennes auprès des autorités ottomanes. La manifestation est réprimée dans le sang par la troupe et les militants arméniens impliqués n'obtiennent pas gain de cause.

## Déroulement
Le 27 juillet 1890, un membre du parti Hentchak, Haroutioun Djangoulian, se rend avec des camarades dans l'église patriarcale Sourp Asdvadzadzine du quartier stambouliote de Koum-Kapou. Là, il interrompt la liturgie du patriarche arménien de Constantinople, Khoren Ier Ashekian, pour lire devant l'assemblée réunie un pamphlet adressé au sultan Abdülhamid II demandant des réformes dans les provinces arméniennes. Le texte accuse le patriarche de complaisance envers les autorités ottomanes et réclame sa démission. Ce dernier proteste face à ses détracteurs, qui s'emparent de lui. Il est ensuite forcé par les Hentchakians à se joindre à eux dans une manifestation en direction du palais de Yıldız, manifestation dont le but est de présenter ces revendications au sultan lui-même.
La manifestation est bloquée par une troupe de soldats ottomans, qui tire sur la foule. Selon The New York Times, les soldats pénètrent dans l'église et sont accueillis par la résistance armée des militants. L'affrontement fait quatre morts parmi ces derniers, trois morts parmi les manifestants arméniens, et de nombreux blessés. Alors que la loi martiale est décrétée dans le quartier, des cavaliers y sont envoyés pour rétablir l'ordre et procéder à des arrestations. Haroutioun Djangoulian est arrêté et condamné à la prison à vie.
La manifestation est considérée comme un échec par le parti Hentchak : ses militants sont réprimés et leurs revendications ne sont pas entendues. Mais elle permet toutefois d'inspirer le reste de la population arménienne et d'attirer l'attention des Grandes puissances, alors désintéressées de la question arménienne. Cet échec ne décourage pas les membres du parti, qui continuent leurs actions tout au long des années 1890.